# Боон-Цагаан-Нур
Боон-цагаан-нуур (монг.: Бөөн Цагаан нуур) – безстічне озеро на південному заході Монголії в аймаці Баянхонгор. Озеро розташовано між Хангаєм та Гобійським Алтаєм на висоті 1311 метрів серед пустельної рівнини. Площа 240 км кв, довжина 24 км, ширина 16 км, глибина до 15 метрів. В озеро впадає основний рукав річки Байдраг-гол. Береги озера – низькі, місцями заболочені та обривчасті, вкриті саксаулом. Населених пунктів поблизу немає.
Вміст солі у воді озера 5,7 кг/м3 (г/л). На дні озера шар мулу з запахом сірководню, озерна вода багата на планктон. В озері багато риби (осман), воно є місцем зупинки перелітних птахів. 